# TMM-1
Die TMM-1 (Tenkovska Mina Metalna) ist eine Panzermine aus dem ehemaligen Jugoslawien, die während der Jugoslawienkriege eingesetzt wurde. Sie ist ein exakter Nachbau der deutschen Tellermine 43 aus dem Zweiten Weltkrieg.

## Beschreibung
Die TMM-1 hat einen runden Minenkörper aus Stahlblech. Am Minenoberteil befindet sich mittig die Zünderaufnahme. Über der Zünderaufnahme befindet sich der aufgeschraubte, dreistufige Druckdeckel. Seitlich am Minenkörper ist ein Tragegriff aus Metall in angeschweißten Laschen eingesetzt. Am Minenboden und an der Seite befinden sich je ein Nebenzündkanal zur Aufnahme einer Wiederaufnahmesicherung.

## Funktion und Zünder
Der Zünder UTMM-1 besteht aus Stahl und wird in Verbindung mit dem Detonator L-6 verwendet. 
Durch einen Druck ab ca. 130 Kilogramm auf den Druckteller, wird ein Schlagbolzen in den Zünderkörper gedrückt. Ein Scherstift wird abgeschert und der Schlagbolzen schlägt auf das Zündhütchen. Dadurch entsteht eine Stichflamme, die über den Detonator die Wirkladung initiiert.
Die Mine kann zudem an den beiden Nebenzündkanälen mit Druckentlastungs- bzw. Zugzündern versehen werden, um eine händische Wiederaufnahme zu verhindern.